# Hermann von Velen der Jüngere
Hermann von Velen der Jüngere (* 16. März 1544; † 30. Januar 1611) war kurfürstlicher Hofmarschall, Domherr in Münster und Amtsdroste in Meppen.

## Leben

### Herkunft und Familie
Als Sohn des Hermann von Velen und seiner Gemahlin Maria (Margaretha) von Morrien (1523–1596) wuchs Hermann von Velen zusammen mit seinen Geschwistern
- Adrian (um 1540 – nach 1594, Domherr in Münster und Osnabrück)
- Johannes (1556–1616, Domherr in Münster und Landrat)
- Alexander (1556–1630, Hofmarschall und Amtsdroste)
- Reiner († 1561, Domherr in Münster)
- Reiner († 1575, Domvikar, Vicedominus), Elisabeth, Sophia, Anna und Agnes (alle Kanonissen)

in der westfälischen Adelsfamilie von Velen auf.
Sein Vater hatte durch eine geschickte Vermögensbewirtschaftung dafür gesorgt, dass alle seine Kinder mit einer Präbende ausgestattet werden konnten.
Am 1. April 1581 heiratete Hermann Margaretha von der Horst (Tochter des Dietrich von der Horst, bergischer Hofmarschall, Rat und Amtmann zu Düsseldorf und Angermund). Vermutlich sind die verwandtschaftlichen Beziehungen zwischen den beiden Familien auf einer der zahlreichen Reisen angebahnt worden, die Hermanns Vater als münsterischen Rat an den Hof zu Düsseldorf führten.
Hermanns erster Sohn Johann Wilhelm wurde im Jahre 1582 geboren und starb bereits nach einigen Monaten. Herzog Johann Wilhelm war sein Taufpate und Vornamensgeber. Der nächste Sohn Hermann (* 1589) verstarb im Alter von 19 Jahren. Dietrich war das achte von neun Kindern. Er war der Gründer der Stadt Papenburg. Die Tochter Agnes (* 1585) war Kanonisse in Nottuln.

### Wirken
Hermann erhielt am 23. August 1561 die Dompräbende in Münster seines verstorbenen Bruders Reiner, die dieser am 4. Januar 1558 erhalten hatte. Am 2. Juni 1575 verzichtete er zugunsten seines Bruders Alexander. Hermann immatrikulierte am 5. Mai 1564 an der Universität Paris und erhielt im Jahre 1573 die Ernennung zum kurfürstlichen Hofkammerrat.
1584 trat er die Nachfolge seines Vaters als Drost in Meppen an. In diesem Amt blieb er bis zu seinem Tode.

## Sonstiges
Im Jahre 1584 schrieb sein Vater Hermann kurz vor seinem Tode, seine Familie sei fast das einzige adelige Geschlecht, "so noch allein bei Haus und Namen im Stift Münster durch Gottes Segen völlig erhalten". Er wollte damit ausdrücken, dass bei seiner Familie Wohnsitz und Namen noch identisch waren.
Hermann erbte den alten Familiensitz Velen. Sein Bruder Alexander erhielt als Erbe das Schloss Raesfeld, das sein Vater aus den Erbansprüchen seiner Mutter Margaretha von Raesfeld erworben hatte.